# Visconde da Granja
Visconde da Granja é um título nobiliárquico criado por D. Maria II de Portugal, por Decreto de 13 de Agosto de 1845, em favor de António Barreto Ferraz de Vasconcelos.
Titulares
1. António Barreto Ferraz de Vasconcelos, 1.º Visconde da Granja;
2. Casimiro Barreto Ferraz Sacchetti, 2.º Visconde da Granja.

Após a Implantação da República Portuguesa, e com o fim do sistema nobiliárquico, usou o título:
1. António Barreto Ferraz Sacchetti, 3.° Visconde da Granja.